# Liste des sous-espèces de Canis lupus

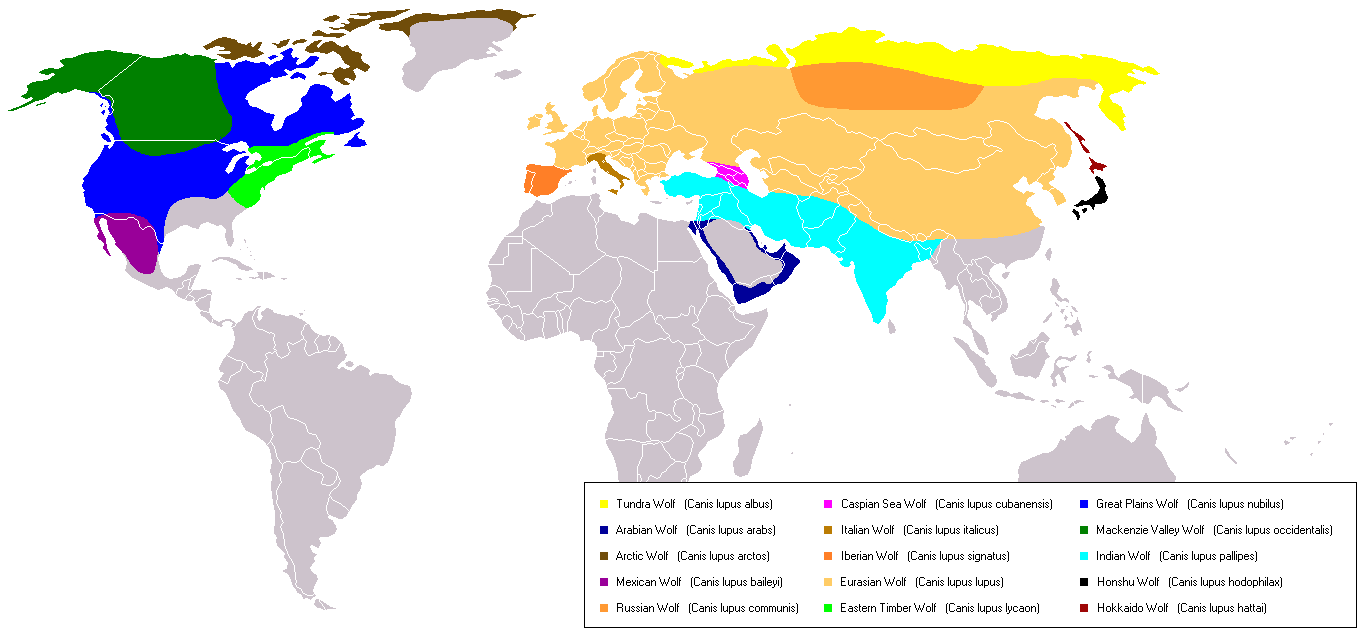
Distribution originale des sous-espèces du Loup gris

L'espèce de canidés Canis lupus, communément appelée loup ou Loup gris est officiellement scindée en une quarantaine de sous-espèces, incluant deux espèces de chiens (le chien et le dingo). La sous-espèce de référence est Canis lupus lupus.
Le Loup gris est une espèce en préoccupation mineure (LC) pour l'Union internationale pour la conservation de la nature (UICN). L'espèce est relativement bien représentée dans tout l'hémisphère nord, avec des populations nombreuses et stables. Toutefois, le Loup gris est localement en danger, et certaines sous-espèces sont éteintes.
La taxonomie du Loup gris n'est pas encore fixée.

## Variations géographiques
L'apparence du Loup gris présente une grande variabilité selon leur région d'origine, tout en restant interféconds. Par exemple, le zoo de Londres a réussi le croisement entre un Loup gris d'Europe et une louve indienne ; la portée de louveteaux partageant les caractéristiques morphologiques de ses géniteurs.

### Europe
Les Loups gris présents en Europe ont une robe plus épaisse, avec moins de poils laineux que les sujets américains. La tête est plus étroite, les oreilles plus longues et placées plus haut sur le crâne. L'allure est plus élancée, avec des pattes plus longues, des pieds étroits et une queue moins touffue. La couleur de la robe du Loup gris en Europe s'étend du blanc, au crème, au roux, gris et noir, parfois un mélange de toutes ces couleurs. Les loups d'Europe centrale sont en général plus colorés que ceux d'Europe du Nord. À l'Est de l'Europe, les loups sont plus petits et massifs que les sujets du Nord de la Russie.

### Amérique du Nord
Les loups d'Amérique du Nord sont de même taille que leur homologue européens, mais ont des pattes plus courtes, des têtes plus rondes et larges, des oreilles plus courtes. Les marques noires des pattes antérieures sont le plus souvent absentes. La fourrure est plus longue ; les poils laineux sont également plus abondants.

## Liste des sous-espèces
Le nombre de sous-espèces du loup gris a considérablement varié au cours des siècles. De nombreuses sous-espèces ont été décrites sur la base de quelques individus, sans prendre en compte la variabilité phénotypique naturelle de l'espèce. Ainsi, Edward Alphonso Goldman décrit 24 sous-espèces américaines différentes en 1944. Les recherches actuelles se fondent sur la génétique.
La base Mammal Species of the World de 2005 établit la liste des 37 sous-espèces suivantes :
- Canis lupus lupus (Linné, 1758[6],[7],[Synonymes 1])
- Canis lupus albus (Kerr, 1792[8],[9],[Synonymes 2]
- †Canis lupus alces (Goldman, 1941[10])
- Canis lupus arabs (Pocock, 1934[11])
- Canis lupus arctos (Pocock, 1935[12])
- Canis lupus baileyi (Nelson et Goldman, 1929[13]
- †Canis lupus beothucus (G. M. Allen et Barbour, 1937)
- †Canis lupus bernardi (Anderson, 1943)[14],[Synonymes 3]
- Canis lupus campestris (Dwigubski, 1804[15],[Synonymes 4])
- Canis lupus chanco (Gray, 1863[16],[Synonymes 5])
- †Canis lupus columbianus (Goldman, 1941) - Loup de Colombie britannique
- Canis lupus crassodon (Hall, 1932)
- Canis lupus dingo (Meyer, 1793[17],[Synonymes 6])
- Canis lupus familiaris (Linné, 1758[18],[Synonymes 7])
- †Canis lupus floridanus (Miller, 1912)
- †Canis lupus fuscus (Richardson, 1839)
- †Canis lupus gregoryi (Goldman, 1937[19],[20],[Synonymes 8])
- †Canis lupus griseoalbus (Baird, 1858[21],[Synonymes 9])
- †Canis lupus hattai (Kishida, 1931[22],[Synonymes 10])
- †Canis lupus hodophilax (Temminck, 1839[23],[Synonymes 11])
- Canis lupus hudsonicus (Goldman, 1941)
- Canis lupus irremotus (Goldman, 1937[19],[24])
- Canis lupus labradorius (Goldman, 1937[19])
- Canis lupus ligoni (Goldman, 1937[19])
- Canis lupus lycaon (Schreber, 1775[25],[Synonymes 12])
- Canis lupus mackenzii (Anderson, 1943)
- Canis lupus manningi (Anderson, 1943)
- †Canis lupus mogollonensis (Goldman, 1937[19])
- †Canis lupus monstrabilis (Goldman, 1937[19],[26],[Synonymes 13])
- Canis lupus nubilus (Say, 1823[27],[Synonymes 14])
- Canis lupus occidentalis (Richardson, 1829[28],[Synonymes 15])
- Canis lupus orion (Pocock, 1935)
- Canis lupus pallipes (Sykes, 1831)
- Canis lupus pambasileus (Elliot, 1905)
- Canis lupus rufus (Audubon et Bachman, 1851)
- Canis lupus tundrarum (Miller, 1912)
- †Canis lupus youngi (Goldman, 1937[19])

### Synonymes
1. ↑  altaicus (Noack, 1911), argunensis (Dybowski, 1922), canus (Sélys Longchamps, 1839), communis (Dwigubski, 1804), deitanus (Cabrera, 1907), desertorum (Bogdanov, 1882), flavus (Kerr, 1792), fulvus (Sélys Longchamps, 1839), italicus (Altobello, 1921), kurjak (Bolkay, 1925), lycaon (Trouessart, 1910), major (Ogérien, 1863), minor (Ogerien, 1863), niger (Hermann, 1804), orientalis (Wagner, 1841), orientalis (Dybowski, 1922), signatus (Cabrera, 1907)
2. ↑  dybowskii (Domaniewski, 1926), kamtschaticus (Dybowski, 1922), turuchanensis (Ognev, 1923)
3. ↑  banksianus (Anderson, 1943)
4. ↑  bactrianus (Laptev, 1929), cubanenesis (Ognev, 1923), desertorum (Bogdanov, 1882)
5. ↑  coreanus (Abe, 1923), dorogostaiskii (Skalon, 1936), ekloni (Przewalski, 1883), filchneri (Matschie, 1907), karanorensis (Matschie, 1907), laniger (Hodgson, 1847), niger (Sclater, 1874), tschiliensis (Matschie, 1907)
6. ↑  antarcticus (Kerr, 1792), australasiae (Desmarest, 1820), australiae (Gray, 1826), dingoides (Matschie, 1915), macdonnellensis (Matschie, 1915), novaehollandiae (Voigt, 1831), papuensis (Ramsay, 1879), tenggerana (Kohlbrugge, 1896), harappensis (Prashad, 1936), hallstromi (Troughton, 1957)
7. ↑  aegyptius (Linnaeus, 1758), alco (C. E. H. Smith, 1839), americanus (Gmelin, 1792), anglicus (Gmelin, 1792), antarcticus (Gmelin, 1792), aprinus (Gmelin, 1792), aquaticus (Linnaeus, 1758), aquatilis (Gmelin, 1792), avicularis (Gmelin, 1792), borealis (C. E. H. Smith, 1839), brevipilis (Gmelin, 1792), cursorius (Gmelin, 1792), domesticus (Linnaeus, 1758), extrarius (Gmelin, 1792), ferus (C. E. H. Smith, 1839), fricator (Gmelin, 1792), fricatrix (Linnaeus, 1758), fuillus (Gmelin, 1792), gallicus (Gmelin, 1792), glaucus (C. E. H. Smith, 1839), graius (Linnaeus, 1758), grajus (Gmelin, 1792), hagenbecki (Krumbiegel, 1950), haitensis (C. E. H. Smith, 1839), hibernicus (Gmelin, 1792), hirsutus (Gmelin, 1792), hybridus (Gmelin, 1792), islandicus (Gmelin, 1792), italicus (Gmelin, 1792), laniarius (Gmelin, 1792), leoninus (Gmelin, 1792), leporarius (C. E. H. Smith, 1839), major (Gmelin, 1792), mastinus (Linnaeus, 1758), melitacus (Gmelin, 1792), melitaeus (Linnaeus, 1758), minor (Gmelin, 1792), molossus (Gmelin, 1792), mustelinus (Linnaeus, 1758), obesus (Gmelin, 1792), orientalis (Gmelin, 1792), pacificus (C. E. H. Smith, 1839), plancus (Gmelin, 1792), pomeranus (Gmelin, 1792), sagaces (C. E. H. Smith, 1839), sanguinarius (C. E. H. Smith, 1839), sagax (Linnaeus, 1758), scoticus (Gmelin, 1792), sibiricus (Gmelin, 1792), suillus (C. E. H. Smith, 1839), terraenovae (C. E. H. Smith, 1839), terrarius (C. E. H. Smith, 1839), turcicus (Gmelin, 1792), urcani (C. E. H. Smith, 1839), variegatus (Gmelin, 1792), venaticus (Gmelin, 1792), vertegus (Gmelin, 1792)
8. ↑  gigas (Townsend, 1850)
9. ↑  knightii (Anderson, 1945)
10. ↑  rex (Pocock, 1935)
11. ↑  hodopylax (Temminck, 1844), japonicus (Nehring, 1885)
12. ↑  canadensis (de Blainville, 1843), ungavensis (Comeau, 1940)
13. ↑  niger (Bartram, 1791)
14. ↑  variabilis (Wied-Neuwied, 1841)
15. ↑  sticte (Richardson, 1829), ater (Richardson, 1829)

## Années 1980: réduction du nombre de sous-espèces
Les études génétiques et morphologiques ont considérablement diminué le nombre de sous-espèces de loup. En 1983, Nowak propose de réduire les loups d'Amérique à cinq sous-espèces. Son argumentation se développe autour de la séparation géographique en Amérique du Nord de cinq populations de loups au cours de la glaciation du Pléistocène, isolation durable qui aurait permis la formation des différentes formes. Les cinq sous-espèces suivantes sont proposées :
| Nomenclature zoologique                       | Nom vernaculaire         | Description sommaire | Photographie |
| --------------------------------------------- | ------------------------ | --- | ------------ |
| Canis lupus arctos (Pocock, 1935)             | Loup arctique            | Mesurant de 64 à 79 cm de haut, entre 89 et 189 cm de long et pesant en moyenne entre 35 et 45 kg, le Loup arctique est un canidé de taille moyenne adapté au froid polaire, avec un pelage plus clair et des oreilles et un museau plus petits, pour éviter les déperditions de chaleur,. Canis lupus arctos est présent au Canada, Alaska et Groenland. |              |
| Canis lupus baileyi (Nelson et Goldman, 1929) | Loup du Mexique          | Mesurant de 140 à 170 cm de long et pesant entre 25 et 45 kg, le Loup du Mexique a un pelage caractéristique contenant un mélange de gris, de noir, de brun et de rouille, avec les parties internes blanches,. Quelques populations résiduelles survivent au Mexique.                                                                                    |              |
| Canis lupus lycaon (Schreber, 1775)           | Loup du parc d'Algonquin | Canis lupus lycaon est plus petit que le loup gris. Il a une peau grisâtre-brun pâle. Le dos et les flancs sont couverts de longs poils noirs. Le dos de ses oreilles a une légère couleur rougeâtre. Il se rencontre au Québec, en Ontario. |              |
| Canis lupus nubilus (Say, 1823)               | Loup du Minnesota        | Canis lupus nubilus se rencontre au Minnesota, Michigan, et dans le Wisconsin. |              |
| Canis lupus occidentalis (Richardson, 1829)   | Loup d'Alaska            | Canis lupus occidentalis se rencontre à l'Ouest du Canada. |              |

De même, la classification des loups en Eurasie, qui a connu jusqu'à une quinzaine de sous-espèces différentes a subi quelques modifications. Nowak propose en 1995 un modèle à neuf sous-espèces.
| Nomenclature zoologique                            | Nom vernaculaire | Description sommaire | Photographie |
| -------------------------------------------------- | ---------------- | --- | ------------ |
| Canis lupus lupus (Linné, 1758,)                   | Loup gris commun | Mesurant de 105 à 160 cm de long et pesant de 40 à 80 kg, Canis lupus lupus présente généralement une fourrure ocre à gris clair. Il se répartit sur l'Europe de l'Ouest, la Scandinavie, la Russie, la Chine, la Mongolie et l'Himalaya.                                                                     |              |
| Canis lupus albus (Kerr, 1792,)                    | Loup de Sibérie  | Mesurant de 112 à 137 cm de long et pesant entre 36,6 et 52 kg, la fourrure du Loup de Sibérie est très longue, dense et soyeuse, généralement de couleur gris clair. Son aire de répartition inclut le Kamtchatka.                                                                                           |              |
| Canis lupus arabs (Pocock, 1934)                   | Loup d'Arabie    | Mesurant en moyenne 66 cm de haut et pesant autour des 18 kg, ce loup de petite taille possède une fourrure rase en été qui s'épaissit en hiver, peut-être pour se protéger des radiations solaires. Il est présent à l'est d'Israël, sud et ouest de l'Irak, l'Oman, le Yémen, la Jordanie, Arabie saoudite. |              |
| Canis lupus campestris (Dwigubski, 1804)           | Loup des steppes | De taille moyenne, Canis lupus campestris possède une fourrure courte et épaisse, de couleur grise sur les flancs et rouille à brun-gris sur le dos. Cette sous-espèce se rencontre au Nord de l'Ukraine, au sud du Kazakhstan et dans le Caucase et Transcaucase.                                            |              |
| †Canis lupus hattai (Kishida, 1931)                | Loup d'Hokkaido  | Hokkaidō |              |
| †Canis lupus hodophilax (Temminck, 1839)           | Loup de Honshū   | Honshū, Shikoku, and Kyūshū |              |
| Canis lupus pallipes (Sykes, 1831)                 | Loup des Indes   | Un loup de petite taille avec une fourrure courte possédant peu ou pas de poils de bourre. La robe est gris-roux avec les extrémités noires. Un V noir strie les épaules. Le Loup des Indes est présent à l'ouest de l'Inde, en Iran, Turquie, Arabie saoudite et au Sud d'Israël.                            |              |
| Canis lupus communis (Dwigubski, 1804)             |                  | Canis lupus communis se trouverait en Oural et en Sibérie. |              |
| Canis lupus lupaster (Hemprich et Ehrenberg, 1833) | Loup d’Égypte    | Canis lupus lupaster réapparaît au Maroc, aux montagnes de l'atlas et aux montagnes du rif. |              |

Les sous-espèces « domestiques » correspondent au chien domestique et à ses espèces marrons.
| Nomenclature zoologique              | Nom vernaculaire | Description sommaire | Photographie |
| ------------------------------------ | ---------------- | --- | ------------ |
| Canis lupus dingo (Meyer, 1793)      | Dingo            | Mesurant de 52 à 60 cm au garrot et 117 à 124 cm de long, le dingo pèse de 13 à 20 kg. Chien domestique haret, il a évolué séparément vers un animal sauvage. La fourrure est de couleur sable à brun-roux, mais peut être occasionnellement noire, marron clair ou blanche. Il se trouve en Australie, en Thaïlande, en Inde, en Indonésie et en Nouvelle-Guinée.                                   |              |
| Canis lupus familiaris (Linné, 1758) | Chien domestique | Le chien domestique a un crâne, des dents et un cerveau plus petits que celui du Loup gris,. La queue du chien tend également à être incurvée, caractère non partagé par le loup. La sélection artificielle menée par l'Homme a conduit le chien à être le mammifère terrestre montrant la plus forte variation morphologique et comportementale. Des centaines de races différentes ont été créées. |              |

## Statut discuté

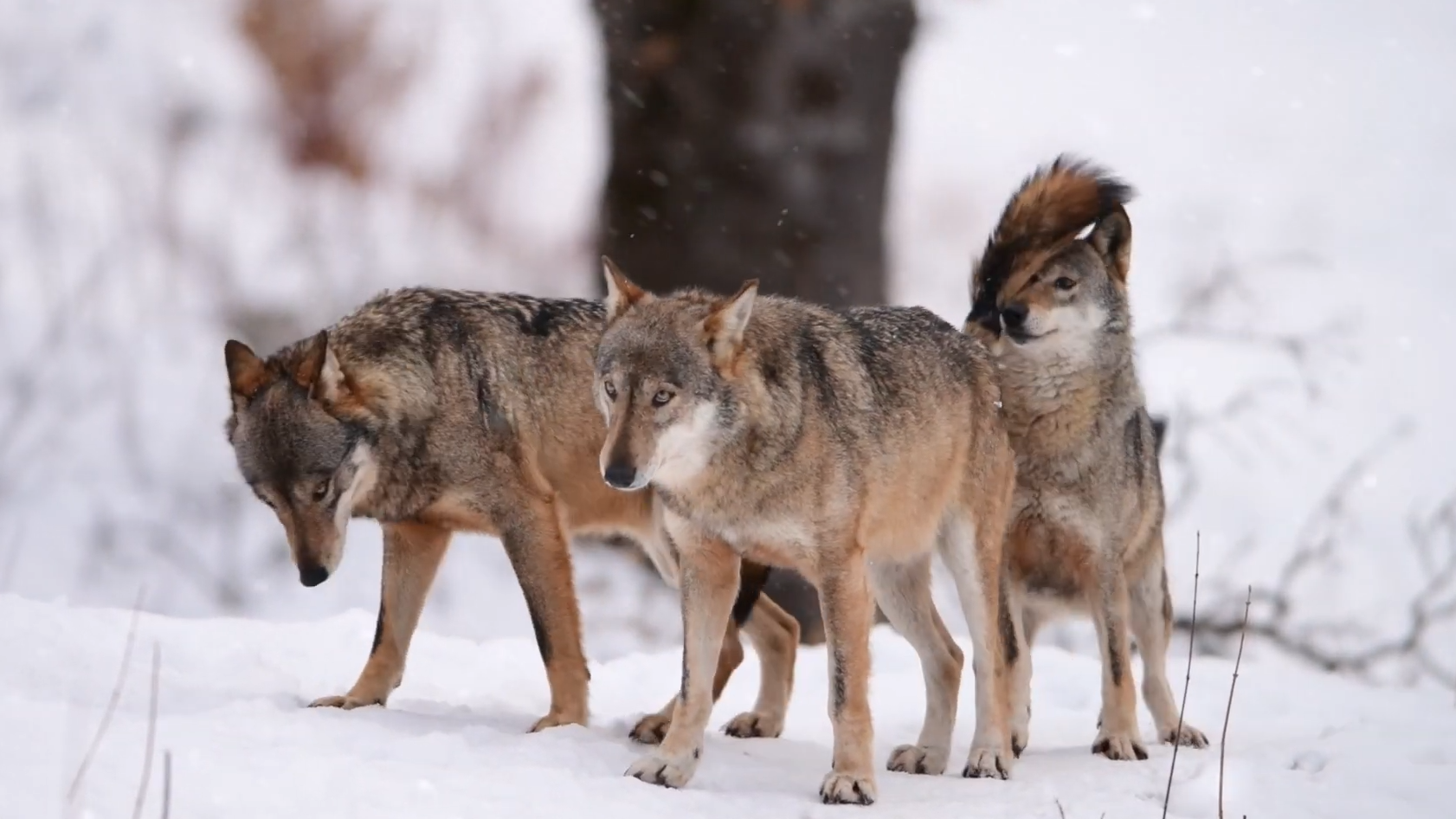
Loup du Parc national des Abruzzes, Latium et Molise

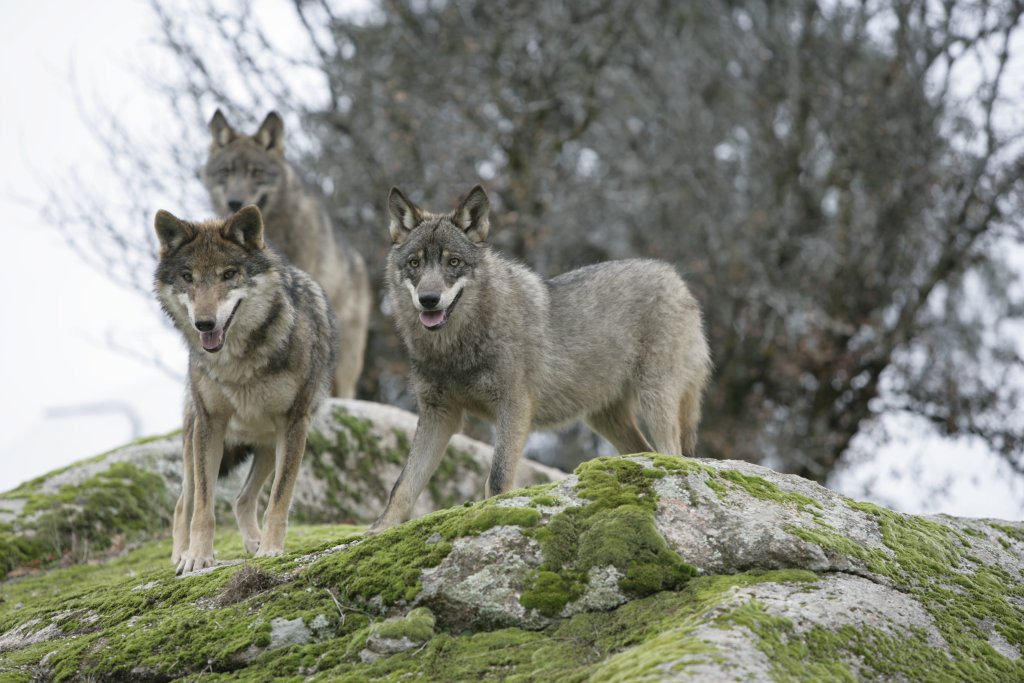
Loup d'Espagne

Le loup gris d'Italie (Canis lupus italicus)  et le loup gris d'Espagne (Canis lupus signatus)  présentent des différences morphologiques avec les autres loups d'Europe et sont considérés comme de nouvelles sous-espèces,,,.
Les recherches génétiques effectuées en 2007 suggèrent que les populations du sous-continent indien et de l'Himalaya forment deux espèces distinctes.

### Sources
- (en) Cet article est partiellement ou en totalité issu de l’article de Wikipédia en anglais intitulé « Subspecies of Canis lupus » (voir la liste des auteurs).